# Ferenc Futurista

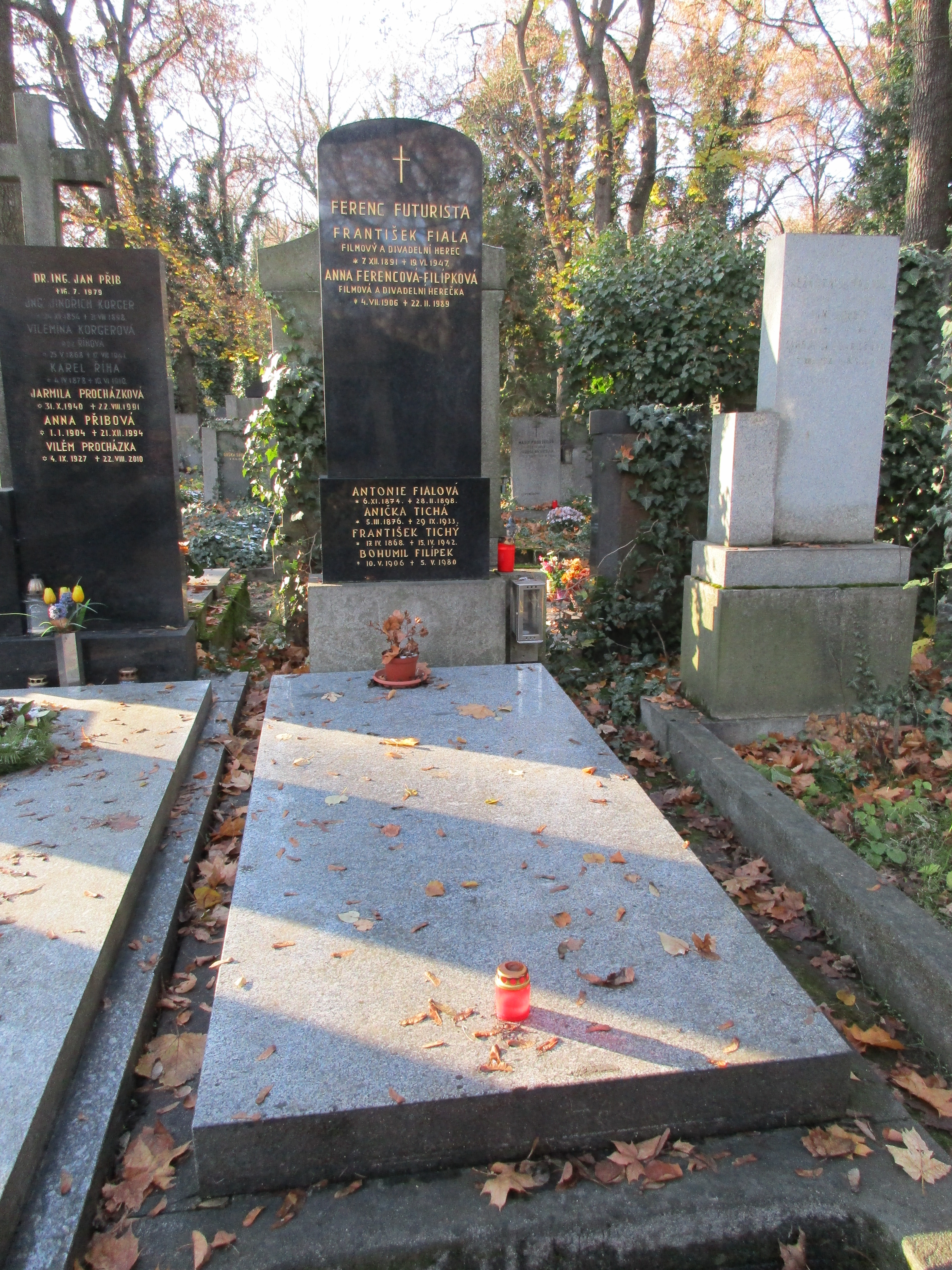
Ferenc Futurista, vlastním jménem František Fiala (1891 – 1947), český herec a sochař.

Ferenc Futurista, vlastním jménem František Fiala (7. prosince 1891, Smíchov – 19. června 1947, Praha) byl český herec a sochař.

## Život
František Fiala pocházel z umělecké rodiny, jeho otec byl herec Karel Fiala (1871–1931) a maminka Antonie roz. Zelenková, vystudoval uměleckoprůmyslovou školu. Jeho mladším bratrem byl Eman Fiala (1899–1970), kromě něho měl ještě bratra Josefa (* 1894) a sestru Marii (* 1896). Jeho umělecké jméno vzniklo tak, že přezdívku Ferenc získal jako herec studentského kabaretu a příjmení Futurista přijal, když jeho schopnosti ocenil italský průkopník futurismu Filippo Tommaso Marinetti po své návštěvě Prahy.[zdroj⁠?!]
Začal hrát už v němém filmu, ale největší slávu získal až v éře zvukové, kdy vytvořil několik desítek převážně komediálních rolí.
Dne 9. dubna 1921 se v Praze na Vinohradech poprvé oženil s Jindřiškou Jiráčkovou (1896–??), manželství však bylo v roce 1926 rozvedeno. Podruhé se oženil v roce 1927 s herečkou Annou (Andulou) Tichou (1906–1989), se kterou měl dceru, později herečku Annu Ferencovou, rozenou Fialovou (1927–2020).
Ve dvacátých a třicátých letech 20. století patřil mezi nejoblíbenější české kabaretní komiky. Vystupoval například v Longenově kabaretu Bum (spolu s Vlastou Burianem, Karlem Nollem, Emanem Fialou, Josefem Rovenským a Sašou Rašilovem), v divadélku Komedie (toto od konce roku 1924 do května 1927, kdy vyhořelo a zaniklo, sám i vedl), v Červené sedmě, ve smíchovské Aréně, karlínském Divadle Varieté Praha a v Rokoku. Hostoval také ve dvou hrách v Osvobozeném divadle, které opustil pro neshody s J. Voskovcem a J. Werichem počátkem roku 1930. V sezóně 1922/1923 byl stálým hostem Divadla na Vinohradech. V prosinci 1941 účinkoval ve dvou propagandistických rozhlasových skečích (Hvězdy nad Baltimore a Rudá nemoc).
Ferenc Futurista dle lékařů[zdroj?] přechodil nejméně dva zápaly plic a dva záněty průdušek a na následky onemocnění dne 19. června 1947 v nemocnici zemřel ve věku 55 let. Je pohřben na pražském hřbitově Malvazinky.

## Citát
| „                   | Například komik Ferenc Futurista, vlastním jménem František Fiala, který byl začátkem dvacátých let členem Vinohradského divadla, už to měl v tom pseudonymu, že předbíhá trochu dobu. Byl tehdy velmi populární. Měl svůj zvláštní způsob příchodu na scénu, sotva se objevil, byl aplaus. | “ |
| — František Kovářík | |   |

## Divadelní role, výběr
- 1923 Josef Čapek: Země mnoha jmen, Dollarson, Divadlo na Vinohradech, režie Karel Čapek
- 1929 V+W: Líčení se odročuje, soudce, Osvobozené divadlo (v sále u Nováků ve Vodičkově ulici), režie a výprava V+W
- 1929 V+W: Fata morgana, vězeň, Osvobozené divadlo, režie V+W

## Role ve filmu, výběr
- 1931 Miláček pluku
- 1937 Otec Kondelík a ženich Vejvara
- 1938 Panenka
- 1938 Lucerna
- 1939 Cesta do hlubin študákovy duše
- 1940 Muzikantská Liduška
- 1940 Dva týdny štěstí
- 1941 Tetička
- 1941 Hotel Modrá hvězda
- 1942 Městečko na dlani
- 1944 Prstýnek